# Тимур-Ходжа-хан
Тимур-Ходжа-хан (д/н — 1361) — хан Золотої Орди з серпня до вересня 1361 року.

## Життєпис
Походив з роду Чингізідів. Син Хизр-хана. Разом із батьком виступив на захоплення влади над Ордою. У 1361 році внаслідок змови Тимур-Ходжи проти батька, останній загинув, а Тимур-Ходжа став новим ханом. Втім зустріч протидію з боку золотоординської знаті. Володарював лише 5 місяців. Проти нього виступив беклярібек Мамай з претендентом на трон Абдулахом. Невдовзі Тимур-Ходжа загинув.
В результаті велика держава фактично розпалася: стали незалежними Біла та Синя Орди, В Булгарії владу захоплює Булат-Тимур, в Мордовії - Сеїт-бей, в Хаджи-Тархані — Хаджі-Черкес, в степу проголошує себе ханом - Кільдібек, в Заяїцькому Юрті відокремлюється улус на чолі з Алібеком